# Ivànovo
Ivànovo (en rus Ива́ново (rus), coneguda fins a 1932 com a Ivànovo-Voznessensk, Иваново-Вознесенск) és una ciutat al centre de la Rússia europea. Capital i centre administratiu de l'óblast d'Ivànovo, té una població de 406.465 habitants (segons el cens de 2002). La ciutat ha estat coneguda tradicionalment com la capital tèxtil de Rússia. Alhora, i donat el fet que la majoria de treballadors d'aquesta indústria són dones, també se l'ha coneguda com la Ciutat de les Núvies. Tot i això, Ivànovo destaca econòmicament també per la seva indústria alimentària, així com la dedicada a la producció de maquinària, els productes de pell i la indústria química. Ivànovo compta amb diversos centres d'ensenyament superior. Molt probablement, la més famosa de les seves ciutadanes hagi estat l'escriptora postmodernista de nacionalitat francesa Nathalie Sarraute.

## Història
La ciutat d'Ivànovo es va formar l'any 1871 a partir de la unió del poble d'Ivànovo (antic centre tèxtil, mencionat per primer cop el 1561) amb el nucli industrial de Voznessenski Possad (fundat el 1856). De fet, la localitat va mantenir el nom conjunt d'Ivànovo-Voznessensk fins a l'any 1932.
Ja a l'època de l'Imperi Rus la ciutat va esdevenir un centre de la indústria lleugera, alhora que des de finals del segle xix es va consolidar com el primer centre tèxtil de Rússia i el segon d'Europa, en competència directa amb la polonesa Łódź. Precisament, els treballadors d'aquesta indústria van ser els qui organitzaren una greu vaga durant la Revolució de 1905. El mateix any, al mes de maig, es va formar a la ciutat un soviet o assemblea d'obrers; per això, la ciutat ha passat a la història també com la Ciutat del Primer Soviet. Aquest títol però, és discutit per Sant Petersburg.

## Vegeu també

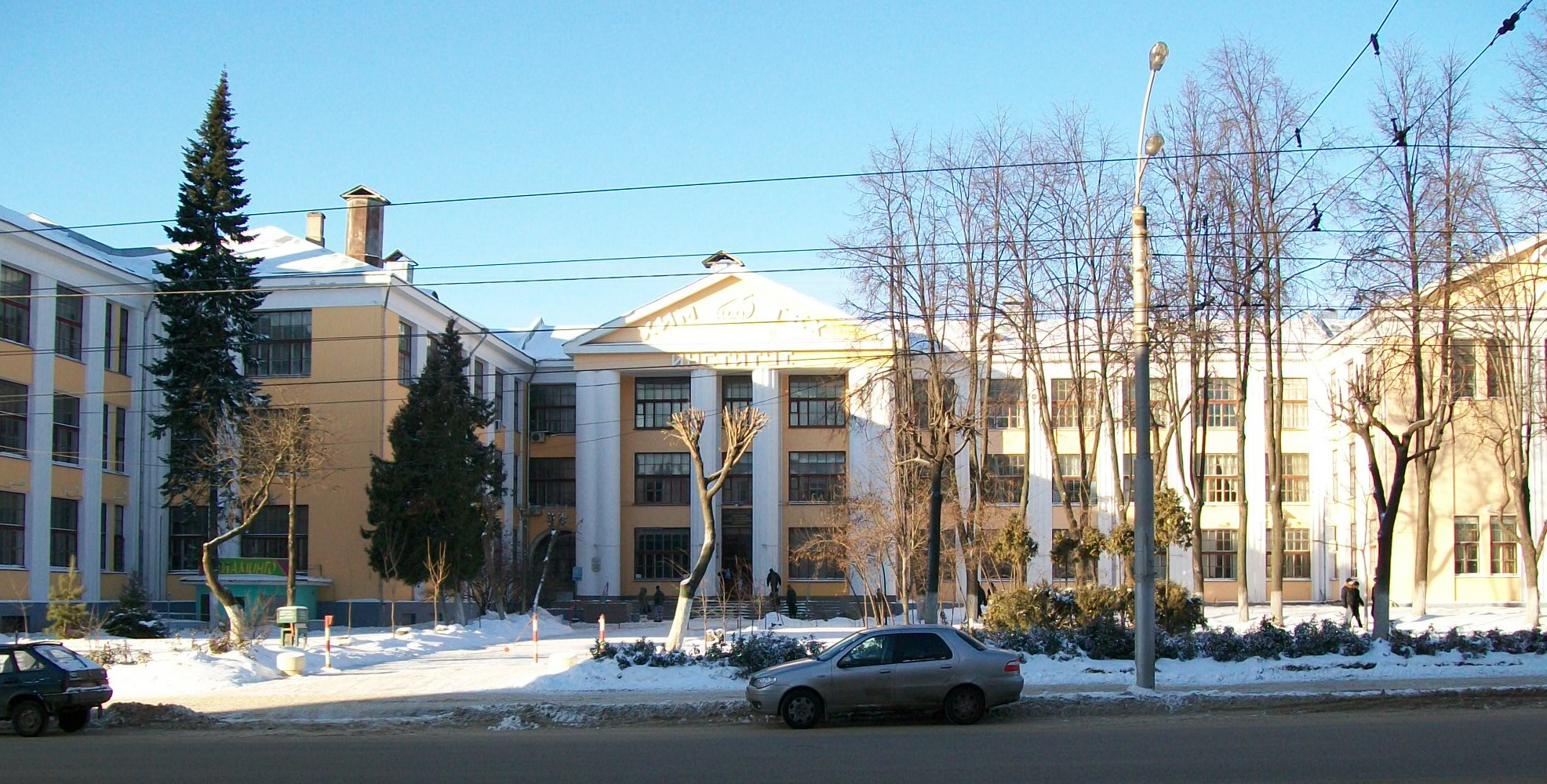
Universitat Estatal de Química i Tecnologia
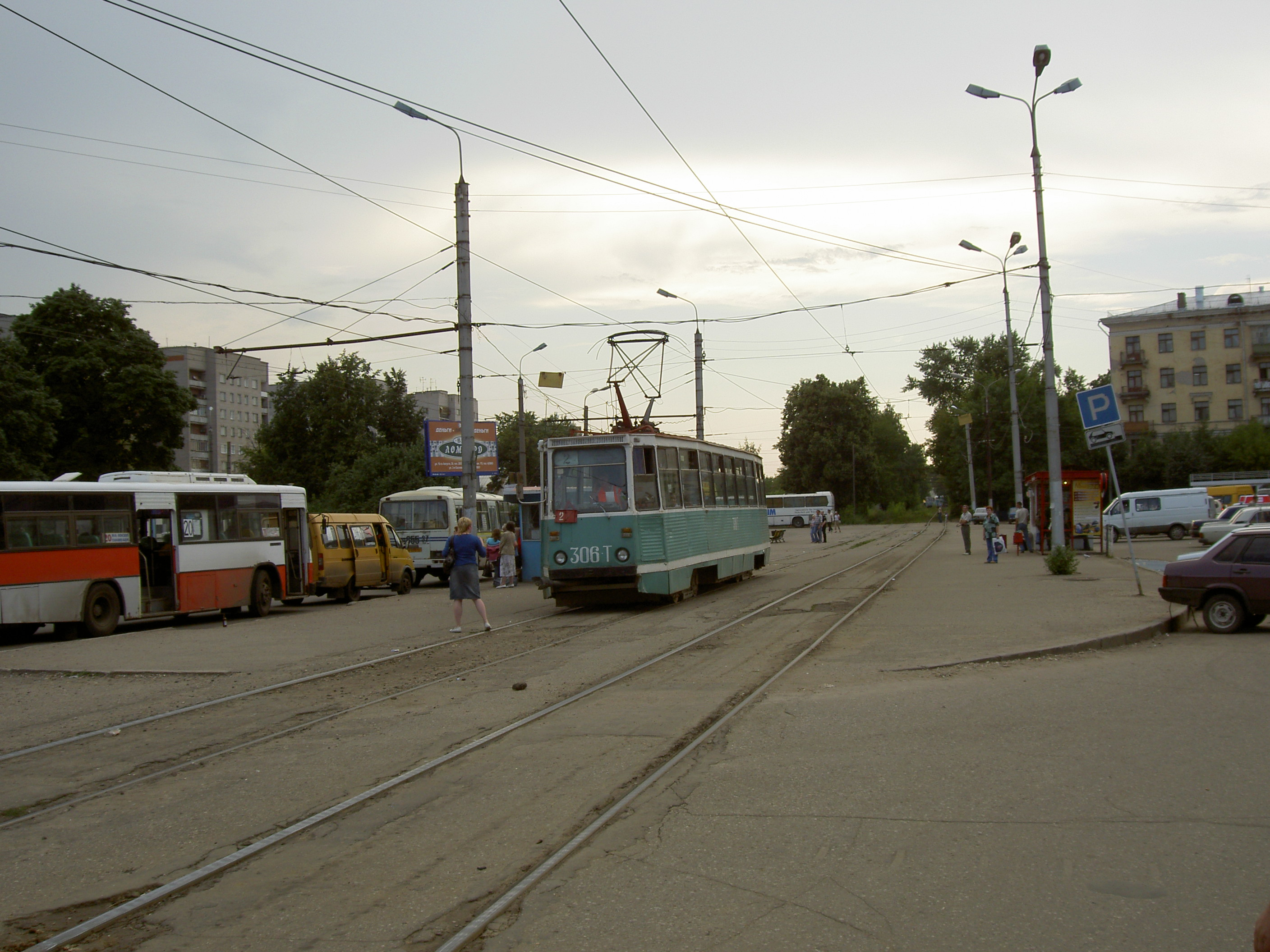
Servei de tramvia a Ivànovo, abandonat el 2008
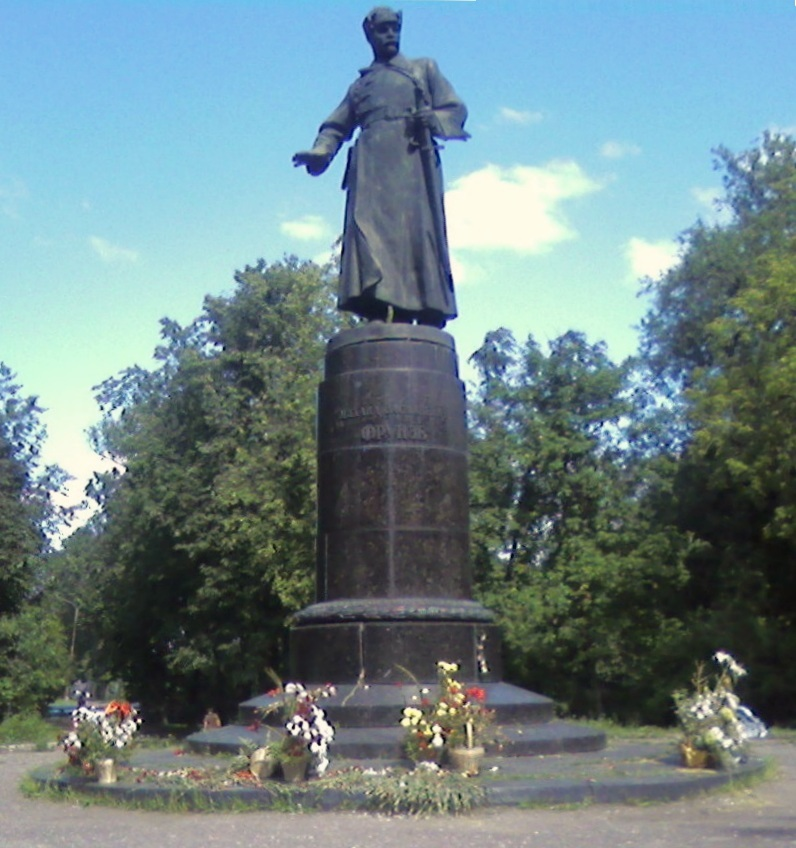
Monument a Mikhaïl Frunze